# Luscha
Die Luscha (russisch Лу́жа in etwa Pfütze) ist ein 159 km langer rechter Nebenfluss der Protwa in den russischen Oblasten Moskau und Kaluga.

## Verlauf
Die Quelle der Luscha liegt in der Nähe des Dorfes Senino im Moschaiski rajon, Oblast Moskau, rd. 15 km südlich der Europastraße 30 und nur wenige hundert Meter nördlich der Oblastgrenze Kaluga. Sie überquert kurz darauf die Oblastgrenze und durchfließt die Oblast Kaluga in überwiegend östlicher Richtung.
Die Mittelstadt Malojaroslawez liegt am rechten Flussufer.
Schließlich mündet die Luscha in die Protwa, 82 km oberhalb deren Mündung in die Oka.

## Hydrologie
Die Luscha entwässert ein Areal von 1400 km².
Sie wird hauptsächlich von der Schneeschmelze gespeist.
Im April und im Mai führt der Fluss Hochwasser. Dabei steigt der Wasserstand bis zu 6,1 m.
Meist gefriert der Fluss im November, gelegentlich aber auch erst im Dezember.
Im April ist der Fluss wieder eisfrei.